# Indeks Szlenka
Indeks Szlenka – w analizie funkcjonalnej, dla danej przestrzeni Banacha {\displaystyle X,} liczba porządkowa, która w pewnym sensie mierzy, jak bardzo podobne są do siebie topologia wyznaczona przez normę i *-słaba topologia na domkniętej kuli jednostkowej przestrzeni sprzężonej {\displaystyle X^{*}.}
Pojęcie wprowadzone w 1968 roku przez Wiesława Szlenka w celu udowodnienia, że nie istnieje uniwersalna (refleksywna) przestrzeń Asplunda dla klasy wszystkich ośrodkowych, refleksywnych przestrzeni Banacha.

## Konstrukcja
Niech {\displaystyle X} będzie przestrzenią Asplunda (przestrzeń Banacha jest przestrzenią Asplunda wtedy i tylko wtedy, gdy przestrzeń sprzężona do jej dowolnej ośrodkowej podprzestrzeni jest nadal ośrodkowa). Jeżeli {\displaystyle \varepsilon >0} oraz {\displaystyle K} jest *-słabo zwartym podzbiorem przestrzeni sprzężonej {\displaystyle X^{*},} to niech
{\displaystyle B_{\varepsilon }^{0}=K.}
Przy użyciu indukcji pozaskończonej definiuje się kolejno zbiory {\displaystyle B_{\varepsilon }^{\alpha }.} Jeżeli {\displaystyle \alpha =\beta +1,} to
{\displaystyle B_{\varepsilon }^{\alpha }=B_{\varepsilon }^{\beta }\setminus \bigcup {\mathcal {K}},}
gdzie {\displaystyle {\mathcal {K}}} jest rodziną wszystkich *-słabo otwartych podzbiorów {\displaystyle B_{\varepsilon }^{\beta }} o średnicy nie przekraczającej {\displaystyle \varepsilon .} W przypadku, gdy {\displaystyle \alpha } jest liczbą graniczną definiuje się
{\displaystyle B_{\varepsilon }^{\alpha }=\bigcap _{\beta <\alpha }B_{\varepsilon }^{\beta }.}
Wszystkie zbiory zdefiniowane powyżej są *-słabo zwarte. Niech
{\displaystyle {\mbox{Sz}}_{\varepsilon }(K)=\alpha ,}
gdzie {\displaystyle \alpha } jest najmniejszą taką liczbą porządkową, że zbiór {\displaystyle B_{\varepsilon }^{\alpha }} jest pusty. Definicja ta jest poprawna (tj. dla pewnej liczby {\displaystyle \alpha } zbiór {\displaystyle B_{\varepsilon }^{\alpha }} jest pusty) z uwagi na założenie, że {\displaystyle X} jest przestrzenią Asplunda.
Indeks Szlenka zbioru {\displaystyle K} definiuje się jako liczbę
{\displaystyle {\mbox{Sz}}(K)=\sup _{\varepsilon >0}{\mbox{Sz}}_{\varepsilon }(K).}
W przypadku, gdy {\displaystyle K} jest domkniętą kulą jednostkową przestrzeni {\displaystyle X^{*}} (por. twierdzenie Banacha-Alaoglu), używa się notacji {\displaystyle {\mbox{Sz}}\,X} i mówi się o indeksie Szlenka przestrzeni {\displaystyle X.}

## Własności
- Jeżeli {\displaystyle Y} jest przestrzenią Asplunda oraz przestrzeń {\displaystyle X} zanurza się izomorficznie w przestrzeń {\displaystyle Y,} to

{\displaystyle {\mbox{Sz}}(X)\leqslant {\mbox{Sz}}(Y).}
- Jeżeli {\displaystyle \tau } jest gęstością przestrzeni {\displaystyle X} (minimalną mocą zbioru gęstego w {\displaystyle X}), to {\displaystyle {\mbox{Sz}}(X)<\tau ^{+},} przy czym {\displaystyle \tau ^{+}} oznacza najmniejszą liczbę kardynalną większą od {\displaystyle \tau .}
- Jeżeli {\displaystyle X} jest przestrzenią Asplunda, to

{\displaystyle {\mbox{Sz}}(X\oplus X)={\mbox{Sz}}(X)}.
- Jeżeli {\displaystyle X} jest przestrzenią Asplunda, to istnieje taka liczba porządkowa {\displaystyle \alpha ,} że {\displaystyle {\mbox{Sz}}(X)=\omega ^{\alpha }.} W szczególności, jeżeli {\displaystyle {\mbox{Sz}}(X)<\omega _{1},} to {\displaystyle \alpha <\omega _{1}.}
- Jeżeli {\displaystyle X} jest taką przestrzenią Asplunda oraz {\displaystyle {\mbox{Sz}}\,X>\alpha } dla pewnej przeliczalnej liczby porządkowej {\displaystyle \alpha ,} to istnieje taka ośrodkowa domknięta podprzestrzeń {\displaystyle Y} przestrzeni {\displaystyle X,} że {\displaystyle {\mbox{Sz}}\,Y>\alpha }[3].

## Przykłady
- Jeżeli {\displaystyle \alpha <\omega _{1},} to przedział liczb porządkowych {\displaystyle [0,\omega ^{\omega ^{\alpha }}]} z topologią porządkową jest zwartą przestrzenią metryzowalną oraz dla dowolnej pary różnych liczb {\displaystyle \alpha ,\beta <\omega _{1}} przestrzenie {\displaystyle C([0,\omega ^{\omega ^{\alpha }}])} i {\displaystyle C([0,\omega ^{\omega ^{\beta }}])} nie są izomorficzne[4]. Co więcej, mogą być one rozróżniane poprzez indeks Szlenka. Dokładniej:

{\displaystyle {\mbox{Sz}}(C([0,\omega ^{\omega ^{\alpha }}]))=\omega ^{\alpha +1}}.
- Przestrzeń {\displaystyle C([0,\alpha ])} jest przestrzenią Asplunda dla dowolnej liczby porządkowej. Jeżeli {\displaystyle \alpha \in [\omega _{1},\omega _{1}\cdot \omega ),} to ponadto

{\displaystyle {\mbox{Sz}}(C([0,\alpha ]))=\omega _{1}\cdot \omega =\omega ^{\omega _{1}+1}.}